# Oberursel (Taunus)
Oberursel è una città tedesca situata nel land dell'Assia.

## Geografia fisica
Oberursel con i suoi 46 000 abitanti è la seconda città del circondario dell'Alto Taunus, nonché la tredicesima città dell'Assia per dimensioni. Confina direttamente con Francoforte sul Meno.
La città, così come le vicine Königstein im Taunus, Kronberg im Taunus e Bad Homburg vor der Höhe, è nota per come area residenziale e raffinata, pertanto relativamente costosa. Nel 2013 è risultata ben al di sopra dell'indice medio del potere d'acquisto della Germania (143%).

### Storia
La prima menzione della città, denominata villaggio "Ursella", è considerato un documento datato 26 aprile 791 nel Codex Lorsch riguardante una donazione all'abbazia di Lorsch. Un uomo di nome Suicger dette al monastero 60 acri, un podere e due fattorie nelle città di Ursella e Steorstat (città del toro). Nel 880 vi è menzione di una chiesa come "monasterium ad ursellam", mentre traffici commerciali sono documentati fin dal 1317. Nel 1444 fu concesso lo status di città e, due anni dopo, venne completata la fortificazione cittadina. Dato che nel XV secolo la città era cresciuta rapidamente, nel 1481 secolo le mura ad est furono ampliate. Negli anni '20 del XVI secolo, una scuola di latino fu aperta accanto alla chiesa, di cui non sono rimaste tracce.
Nel 1535 Oberursel fu sotto il dominio del conte Ludwig di Stolberg e divenne protestante. Nel 1557 Nicolaus Henricus fondò una società di stampa. Nel 1581, l'intera contea di Königstein ricadde sotto il territorio del Kurmainz, che portò ad una ricattolicizzazione della città sull'onda della Controriforma. Nel tardo medioevo l'importanza commerciale della città divenne molto importante, per proseguire fino all'epoca moderna, soprattutto per la produzione di stoffe.
Durante la guerra dei trent'anni la città fu distrutta due volte, nel 1622 e nel 1645: la popolazione scese da 1.600 a 600 abitanti. Nel 1645, quasi tutte le case vennero bruciate ad eccezione di tre edifici: il vecchio municipio, una panetteria e una casa nei pressi del mercato. Per questa ragione tutte le case più antiche del centro storico di Oberursel sopravvissute fino ai nostri giorni risalgono al XVII secolo. Nel 1803/1806 Oberursel passò sotto il controllo della casata di Nassau. Nel 1866 Oberursel divenne prussiana.
Nel 1858 cominciò l'industrializzazione della città con la costruzione di un cotonificio. Nel 1860 Oberursel fu collegata alla ferrovia come tappa intermedia tra Bad Homburg e Francoforte. Nel 1899 fu raggiunta dalle ferrovie locali, che hanno aggiunto la tratta che porta all'odierna Hohemark (oggi corrispondente alla linea U3 della metropolitana di Francoforte sul Meno).
Durante la Seconda Guerra Mondiale, a nord della città era situato il cosiddetto Dulag Luft, un sito della Luftwaffe, l'aeronautica militare tedesca. In quel luogo vennero interrogati tutti gli equipaggi catturati degli aerei americani e inglesi. Il 30 marzo 1945 Oberursel fu occupata dalle truppe della terza armata statunitense. Le forze armate americane assunsero il sito di Dulag e stabilirono il quartier generale (Camp King) negli edifici esistenti. I social-nazionalisti di alto rango come Reinhard Gehlen e l'assassino di Hitler, Rudolf-Christoph von Gersdorff, vennero internati e interrogati presso la cosiddetta "Haus Alaska" nella Hohemarkstraße. "Camp King" rimase fino agli anni '90 una base importante delle forze militari statunitensi in Germania. Oggi è diventata una zona residenziale.
La città di Oberursel ha ospitato il 51° Hessentag, la manifestazione fieristica dell'Assia, dal 10 al 19 giugno 2011.

## Monumenti

### Chiese
L'attuale area urbana di Oberursel è cattolica romana. I documenti storici menzionano la presenza di una chiesa sin dall'880. La Chiesa cattolica di San Ursula fu costruita tra la metà del quattrocento e l'inizio del XVI secolo, essa fudistrutta e ricostruita due volte durante la guerra di trent'anni. La città ospita una Chiesa dell'unione protestante con numerose parrocchie, una chiesa protestante-luterana (chiesa di San Giovanni).

#### Christuskirche (Chiesa di Cristo)
La chiesa fu costruita nel 1913 dagli architetti Curjel e Moser originari di Karlsruhe in stile art nouveau, al costo di 226.484,92 marchi. Si tratta della più grande chiesa protestante di Oberursel.

#### Hospitalkirche (Chiesa dell'Ospedale)
Questa chiesa cattolica fu costruita su progetto del muratore Johannes Strasser e consacrata il 1 ° luglio 1728 dal vescovo ausiliare di Mainz Adolf Schnernauer. La chiesa è dedicata a S. Barbara, da cui deriva il nome popolare Bärbel per la chiesa.

## Geografia antropica
Oberursel è composta oltre che dalla zona centrale, dai quartieri di Bommersheim (ca. 5 000 abitanti), Oberstedten (6 421 abitanti), Stierstadt (5 162 abitanti) e Weißkirchen (4 668 abitanti).
Bommersheim fu incorporato nella città nel 192. Gli altri quartieri furono incorporati in Oberursel nel 1972 con la riforma dei territori municipali (Gemeindereform).